# گوگل گلس

عینک واقعیت افزوده گوگل

گوگل گلس (در برخی منابع فارسی عینک گوگل) (به انگلیسی: Google Glass) یا پروژه عینک (به انگلیسی: Project Glass) یک برنامه تحقیقاتی است که مربوط به تولید اولیه و ساخت یک نمایشگر سربند (head-mounted display) واقعیت افزوده می‌باشد و توسط شرکت گوگل پشتیبانی می‌شود. اگر چه چنین نمایشگرهایی برای واقعیت افزوده، ایده جدیدی نیست، اما توجه رسانه‌ها را به خود جلب کرد.
پروژه عینک بخشی از آزمایشگاه ایکس گوگل در این شرکت می‌باشد که مانند خودروی بدون سرنشین، بر روی تکنولوژی‌های آینده کار می‌کنند. این پروژه در گوگل پلاس توسط بابک پرویز، استیو لی و سباستین ترون معرفی شد.
این عینک، تجربه‌ای موفق برای گوگل نبود.

## سخت‌افزار

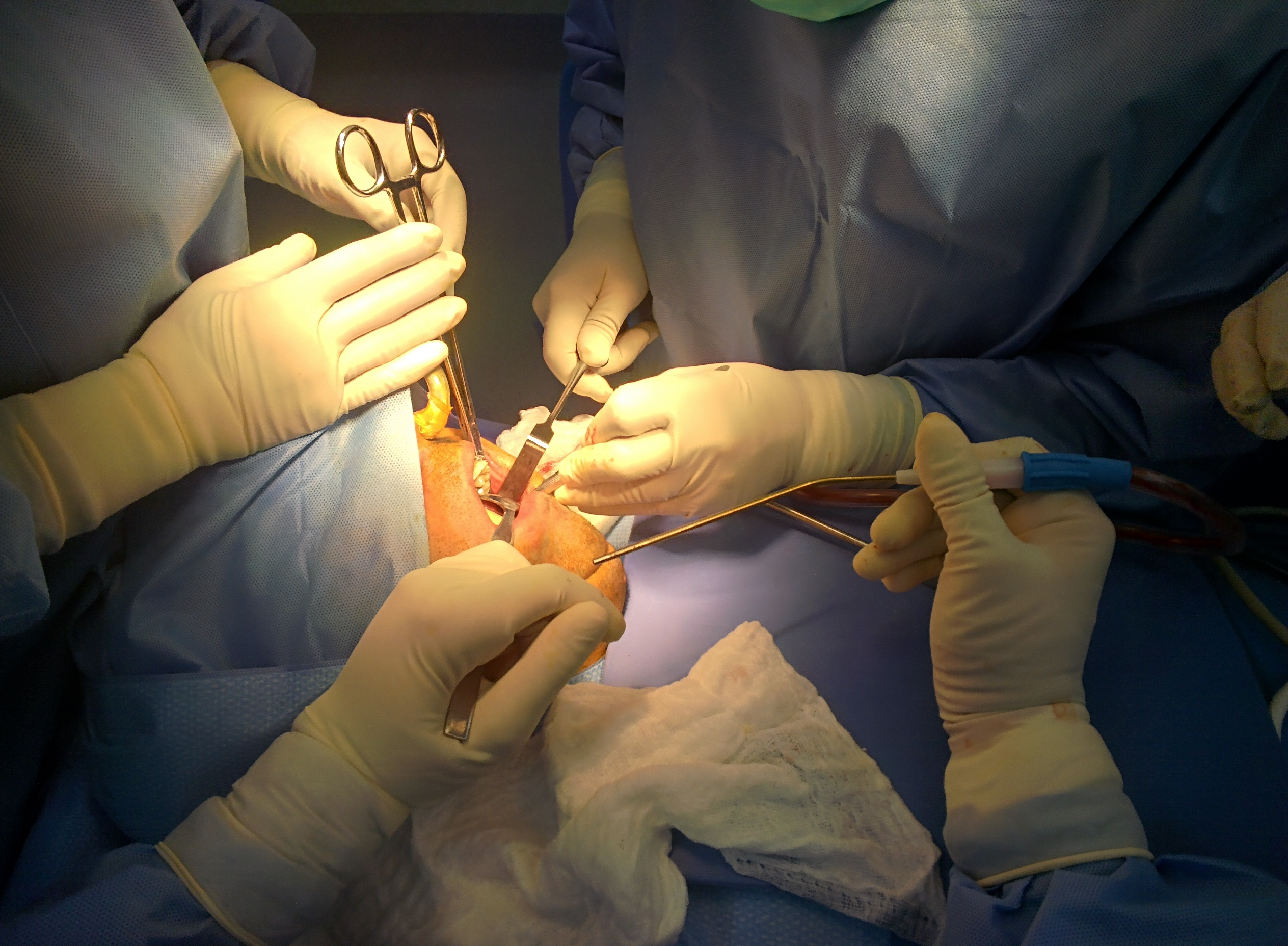
گوگل گلس

عینک گوگل در واقع یک کامپیوتر پوشیدنی به حساب می‌آید. گوگل با یک طراحی ساده و معمولی سعی بر آن داشته رغبت مضاعفی برای کاربران در استفاده از این تکنولوژی نوظهور ایجاد نماید. عینکی با وزن کمتر از یک عینک آفتابی که به مدت یک روز باتری آن شارژ نگه می‌دارد و در صورت استفاده از فیلمبرداری یا هنگ اوت گوگل پلاس این مدت زمان کمتر می‌شود.
این عینک بدون شیشه است. در واقع یکی از چشم‌های کاربر کاملاً آزاد بوده و تصویر توسط یک منشور بر روی چشم دیگر تابش می‌شود. تصویر نهایی معادل یک نمایشگر ۲۵ اینچی است مادامی که کاربر در فاصله ۲٫۵ متری آن قرار دارد.
یک دوربین ۵ مگاپیکسلی در جلوی عینک وظیفهٔ عکس‌برداری و فیلم‌برداری با کیفیت ۷۲۰پی، از آنچه را که کاربر می‌بیند به عهده دارد. این دوربین به همراه صفحه نمایش، صفحه کنترل لمسی، باتری و سایر اجزا در یک سمت عینک (پیشفرض در سمت راست کاربر) قرار داشته و بقیه اجزای عینک را قاب آن تشکیل می‌دهد.
این دستگاه قابلیت ارتباط با اینترنت به صورت وای-فای (وای فای 802.11b/g) را داراست. همچنین با اتصال به تلفن‌های هوشمند می‌توان از اینترنت 3G و 4G آن‌ها بر روی عینک گوگل استفاده کرد. امکان استفاده از فناوری بلوتوث نیز در این عینک فراهم است. اما هنوز در نسخه‌های اولیه این دستگاه از درگاه سیم‌کارت به صورت مجزا استفاده نشده‌است.
انتقال صوت در این دستگاه نیز با استفاده از تکنولوژی هدایت استخوانی صورت می‌گیرد. یک المنت در داخل گوگل گلس، فریم عینک را به لرزه درآورده و این لرزش از طریق فریم به استخوان جمجمه کاربر منتقل می‌شود که رابط مناسبی برای رساندن صدا به گوش داخلی است. علت لزوم کاربرد این تکنولوژی این است که به کاربر امکان شنیدن صداهای محیطی را بدهد و خطر تصادف یا موارد مشابه به خاطر نشنیدن صداها کاربر را تهدید نکند.
حافظه داخلی عینک گوگل ۱۶ گیگابایت است که ۱۲ گیگابایت آن قابل استفاده بوده و با سیستم ذخیره‌سازی ابری گوگل موسوم به گوگل درایو نیز قابل همسان‌سازی می‌باشد. گوگل گلس با هر تلفنی که دارای بلوتوث باشد کار می‌کند.

## نرم‌افزار و برنامه‌ها

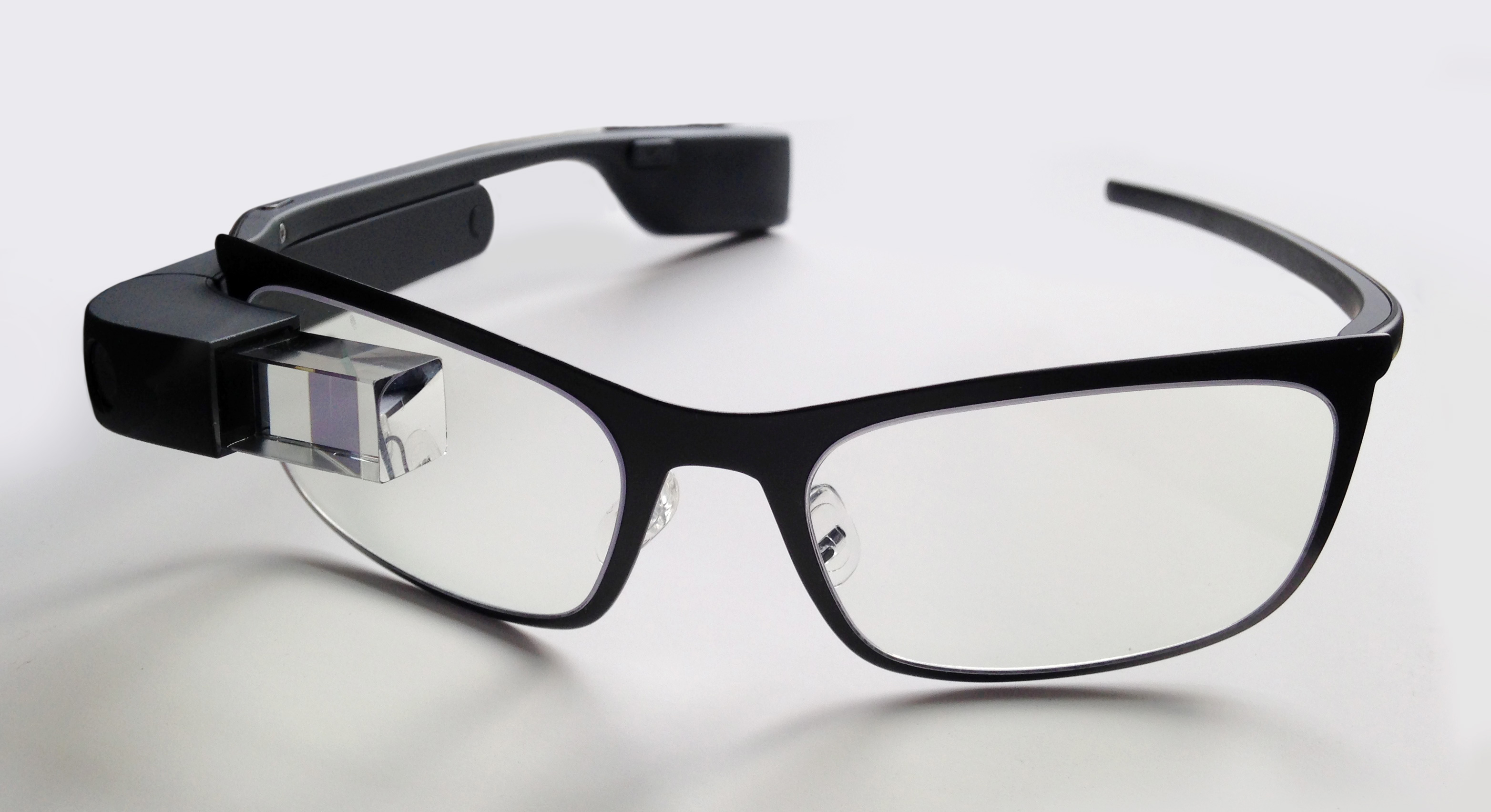
عینک گوگل همراه فریم. نمایشگر بروی عدسی چشم راست قرار دارد

سیستم عامل این عینک اندروید است. از لحاظ نرم‌افزاری، پیشاپیش، تمام برنامه‌های کاربردی توسط گوگل طراحی شده بود. اپلیکیشن‌های پیام‌رسان، گاه‌شمار گوگل، گوگل مپس، فضای اجتماعی گوگل پلاس، جستجوگر گوگل، چت تصویری گوگل هنگ‌آوتس و سایر موارد قبل از ارائه این عینک مورد استفاده کاربران گوگل بوده‌اند. البته تناسب‌هایی نیز در ارتباط با برنامه‌ها و عینک گوگل به وجود آمده‌است. به عنوان نمونه می‌توان به رابط فرامین صوتی هوشمندتر و برنامه‌های خاص دیگر اشاره کرد.
اپلیکیشن مکمل عینک گوگل، MyGlass نام دارد که با اندروید ۴٫۰٫۳ به بالا کار می‌کند. این اپلیکیشن کار انتقال اطلاعات جی‌پی‌اس و پیامک‌ها را به گوگل گلس انجام خواهد داد. اپلیکیشن MyGlass از گوگل پلی قابل دانلود است.
کنترل این عینک از طریق فرمان صوتی، صفحه لمسی جانبی و دکمه‌ای که روی آن قرار داده شده انجام می‌شود. فرمان‌های صوتی با کلیدواژه‌هایی چون ok glass و یا google و دستورهای بعدی مانند take a picture یا record a video یا get direction انجام می‌پذیرند.

## کاربردها
عینک‌های گوگل توانایی ضبط و پخش زنده ویدئو و اطلاعات را روی نمایشگری دارند که در بالای چشم راست تعبیه شده‌است. جستجو در وب و مشاهده ایمیل و عکس روی این عینک امکان‌پذیر است و شرکت گوگل اعلام کرده که قصد دارد تا امکانات بیشتری را به آن بیفزاید. بر اساس قطعه فیلمی که گوگل بر روی شبکه اجتماعی گوگل پلاس منتشر کرده، عینک گوگل امکان نمایش پیام‌های دریافتی، جلسات گفتگوی اینترنتی (چت)، برنامه ملاقات، آب و هوا و نقشه‌های راهنما را در میدان دید کاربر خواهد داشت.

## اشخاص مرتبط با پروژه
سه نفر از کارشناسان گوگل مدیریت این پروژه را بر عهده دارند. گوگل در انتخاب این سه دانشمند نیز وسواس خاصی به خرج داده است. یکی از افرادی که روی این مسئله کار کرده‌است بابک پرویز، تحصیل‌کرده دانشگاه صنعتی شریف و میشیگان و نفر اول جشنواره خوارزمی است. او بر روی ایده دستیابی به واقعیت افزوده با لنزهای تماسی کار کرده‌است. استیو لی نیز یکی از تولیدکنندگان سرویس Latitude گوگل است. سباستین ترن، مدیر آزمایشگاه هوش‌مصنوعی دانشگاه استنفورد می‌باشد.

## معرفی و عرضه
عینک گوگل در چهارم آوریل ۲۰۱۲ رسماً معرفی شد. در کنفرانس Google I/O در همان سال نیز تبلیغات بسیاری پیرامون این محصول انجام شد. قیمت اولیه آن برای توسعه دهندگان ۱۵۰۰ دلار آمریکا و زمان عرضه آن تا پایان سال ۲۰۱۴ اعلام گردید.

## گوگل گلاس و شرکت‌های رقیب
شرکت اپل به صورت رسمی مطلبی را در نفی یا قبول گوگل گلس منتشر نکرده‌است اما در سیستم سخنگوی موبایل‌های آیفون سیری به صورت طنزگونه‌ای پاسخ‌هایی را قرار داده‌است که در صورتی که کاربر به سیستم سیری بگوید اوکی گلس (عبارتی که به گوگل گلس گفته می‌شود تا دستورها را انجام دهد) سیری پاسخ‌های متفاوتی را به کاربر ارائه می‌دهد که گویای این نکته است که گوگل گلس گجت جالبی نیست.